# Orbione penei
Orbione penei là một loài chân đều trong họ Bopyridae. Loài này được Bonnier miêu tả khoa học năm 1900.